# Smilovice (okres Mladá Boleslav)
Obec Smilovice se nachází v okrese Mladá Boleslav, kraj Středočeský. Rozkládá se asi patnáct kilometrů jižně od Mladé Boleslavi. Žije zde 799 obyvatel.

## Historie
První písemná zmínka o obci pochází z roku 1388.

### Územněsprávní začlenění
Dějiny územněsprávního začleňování zahrnují období od roku 1850 do současnosti. V chronologickém přehledu je uvedena územně administrativní příslušnost obce v roce, kdy ke změně došlo:
- 1850 země česká, kraj Jičín, politický i soudní okres Mladá Boleslav;[4]
- 1855 země česká, kraj Mladá Boleslav, soudní okres Mladá Boleslav;[4]
- 1868 země česká, politický i soudní okres Mladá Boleslav;[4]
- 1939 země česká, Oberlandrat Jičín, politický i soudní okres Mladá Boleslav;[5]
- 1942 země česká, Oberlandrat Praha, politický i soudní okres Mladá Boleslav;[6]
- 1945 země česká, správní i soudní okres Mladá Boleslav;[7]
- 1949 Pražský kraj, okres Mladá Boleslav;[8]
- 1960 Středočeský kraj, okres Mladá Boleslav.[9]

### Rok 1932
V obci Rejšice (382 obyvatel, katol. kostel, samostatná ves se později stala součástí Smilovic) byly v roce 1932 evidovány tyto živnosti a obchody: hostinec, kolář, kovář, pekař, 2 obchody se smíšeným zbožím, řezník, spořitelní a záložní spolek pro Rejšice, 2 obchody se střižním zbožím, trafika.
Ve vsi Újezd (přísl. Újezdec, 373 obyvatel, samostatná ves se později stala součástí Smilovic) byly v roce 1932 evidovány tyto živnosti a obchody: výroba cementového zboží, hospodářské družstvo, 2 hostince, chemická továrna, pila, 7 rolníků, řezník, 2 obchody se smíšeným zbožím, tesařský mistr, 2 trafiky, velkostatek Družstevní dvůr.

## Pověsti
Obce Rejšice a Všejany si jednou vyměnili své kostelní zvony, avšak ty se v noci vracely na své místo a v půli cesty se srazily. Všejanský zvon přitom zapadl do studánky, kde prý zůstává dodnes.

## Části obce
- Smilovice
- Bratronice
- Rejšice
- Újezd
- Újezdec

## Doprava
Silniční doprava
Obcí vede silnice I/38 Kolín - Nymburk - Smilovice - Mladá Boleslav - Doksy - Jestřebí. Okrajem území obce prochází silnice II/275 Bezno - Brodce - Luštěnice - Jabkenice - Křinec.
Železniční doprava
Území obce protíná železniční trať Nymburk - Mladá Boleslav. Železniční stanice na území obce není. Nejblíže obci je železniční stanice Luštěnice ve vzdálenosti 1,5 km ležící na trati z Nymburka do Mladé Boleslavi.
Autobusová doprava 2025
V obci měly zastávku v  roce 2025 linka 775 v trase Mladá Boleslav,aut.st. - Dobrovice,Týnec - Dobrovice aut.st. - Němčice - Kosořice - Smilovice,Rejšice - Smilovice - Luštěnice,Sluneční - (Benátky n.J., Husovo náměstí) a také linka 764 v trase Mladá Boleslav,aut.st. - Kolomuty - Dobrovice,aut.st. - Kosořice - Smilovice,Rejšice - Smilovice - Charvatce - Jabkenice,rozc.Charvatce - Mcely, přičemž do Smilovic zajíždí pouze vybrané spoje. Skrz části Bratronice a Újezd projíždí také linka 432 v trase Lysá n.L.,žel.st. - Milovice,žel.st. - Straky - Všejany - Čachovice - Vlkava,náves - Smilovice,Bratronice - Smilovice,Újezd - Luštěnice - Mladá Boleslav,Bezděčín - Mladá Boleslav,aut.st.

## Galerie

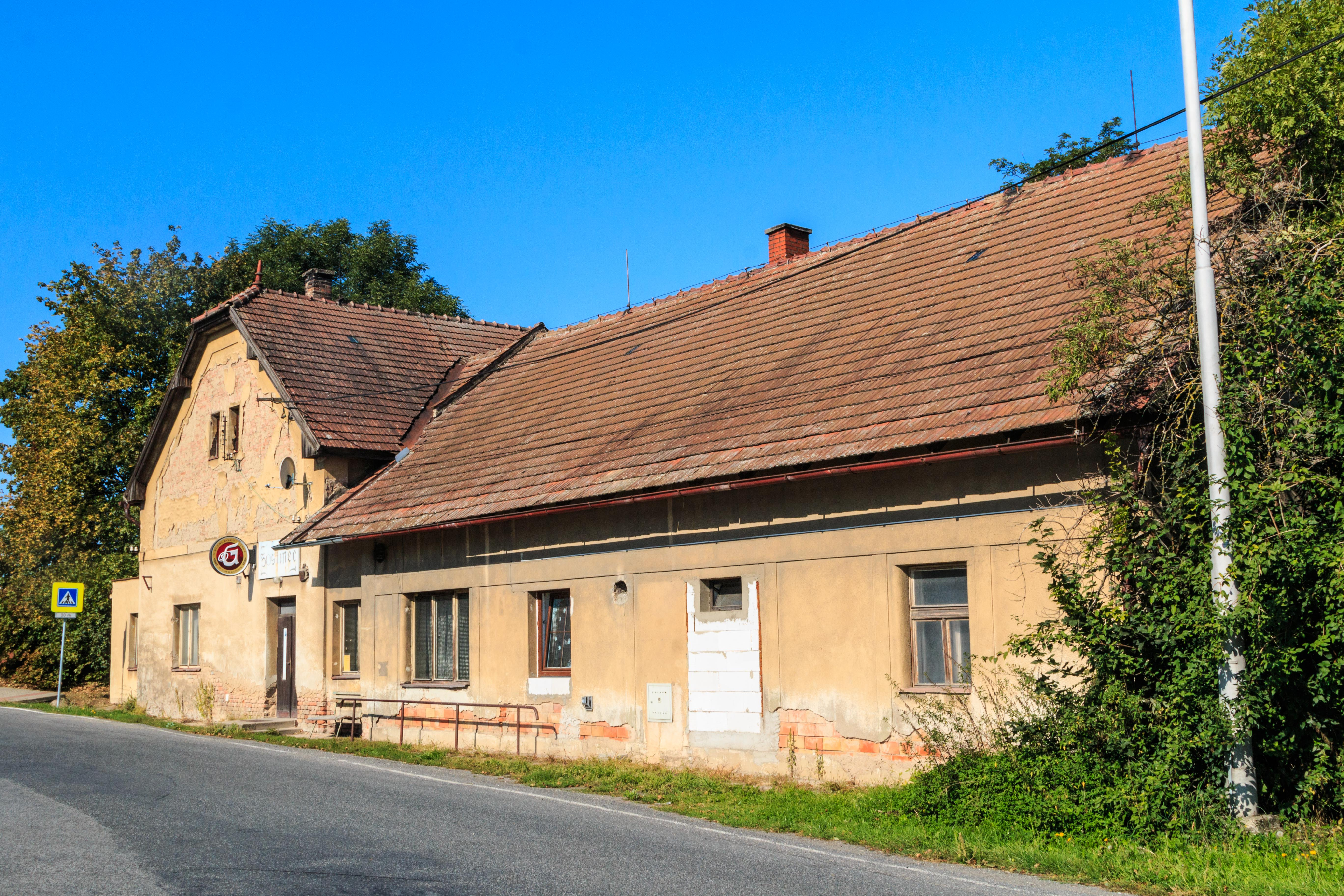
Smilovice - dům čp. 30
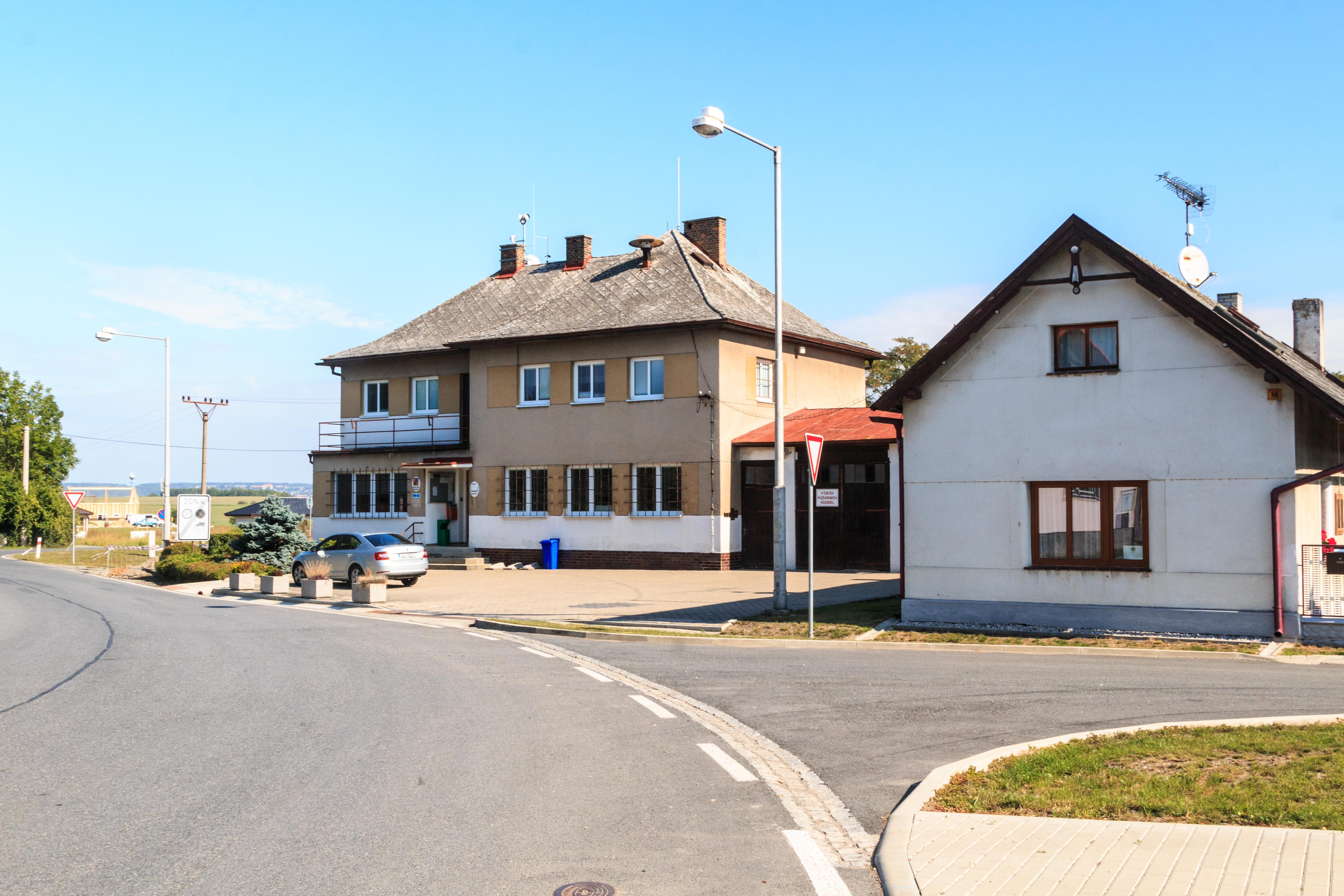
Smilovice - obecní úřad
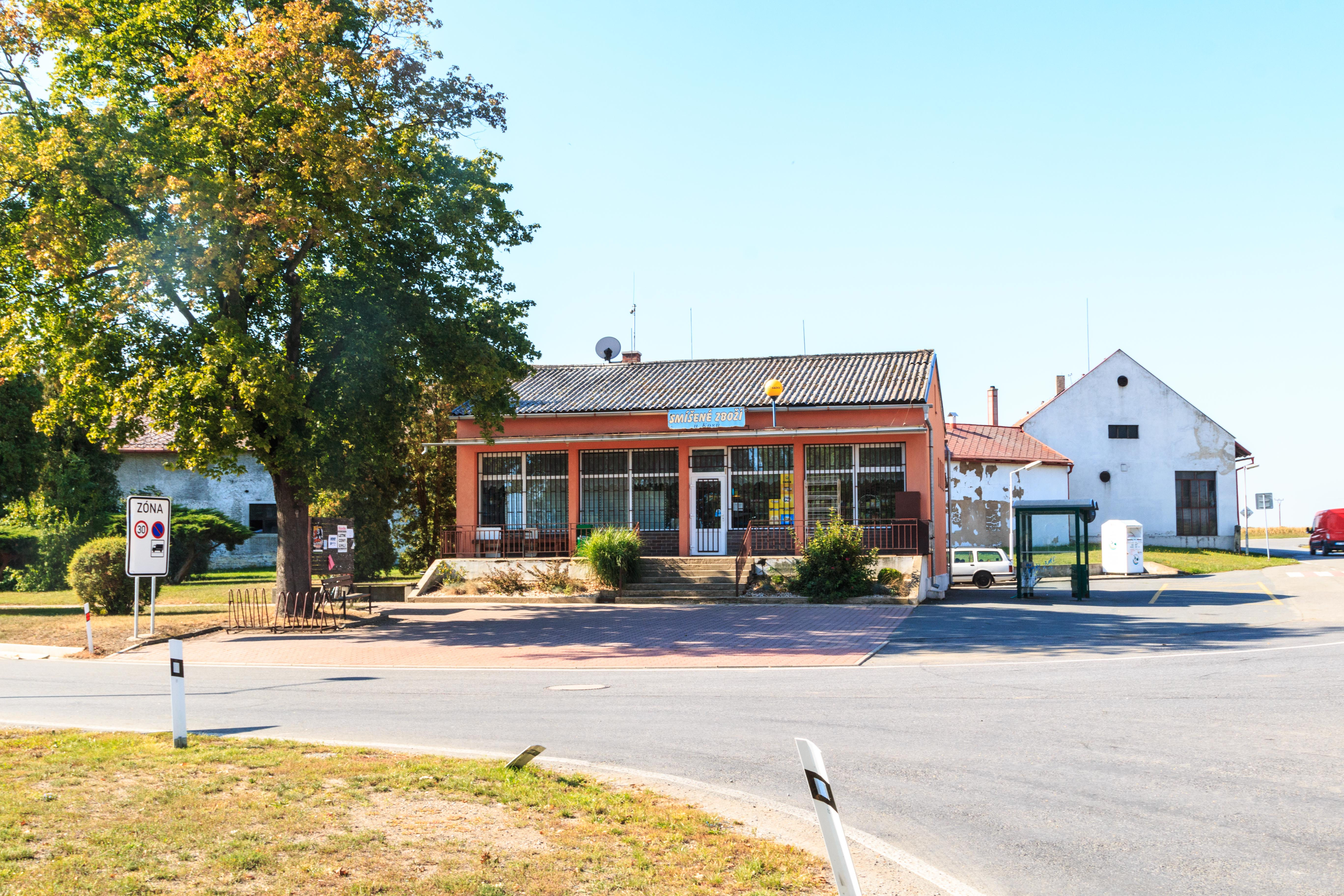
Smilovice - prodejna
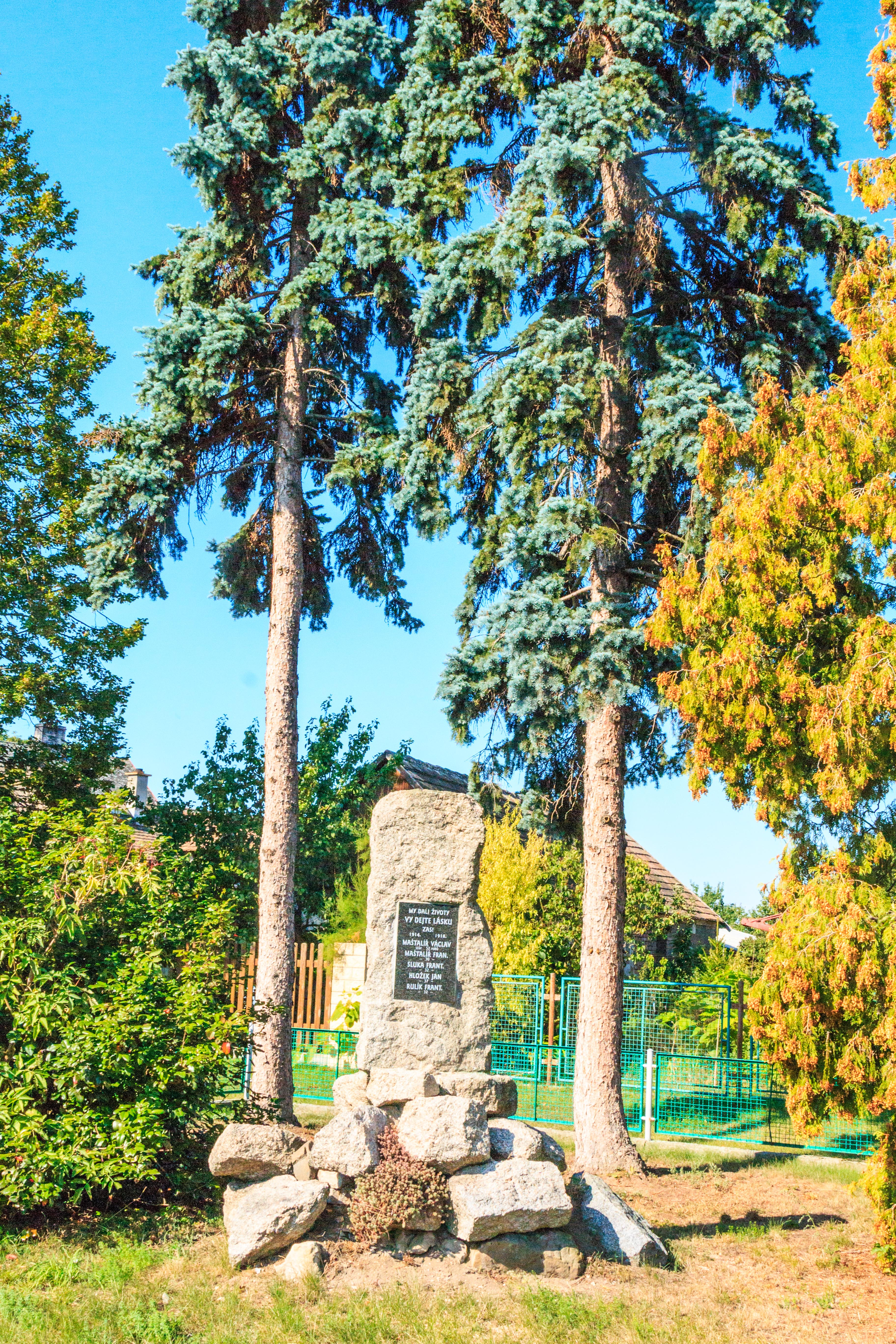
Smilovice - pomník padlých
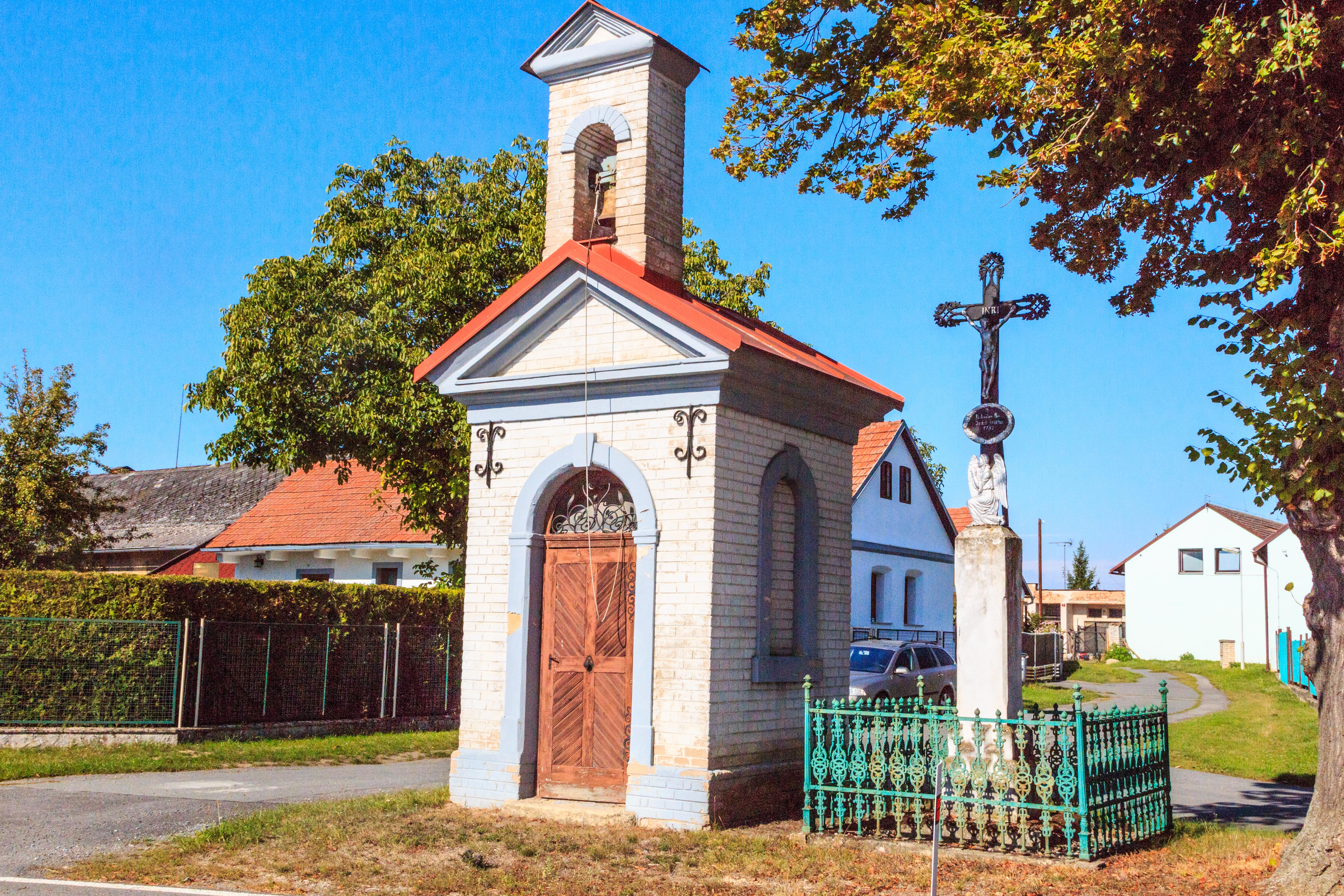
Kaplička ve Smilovicích
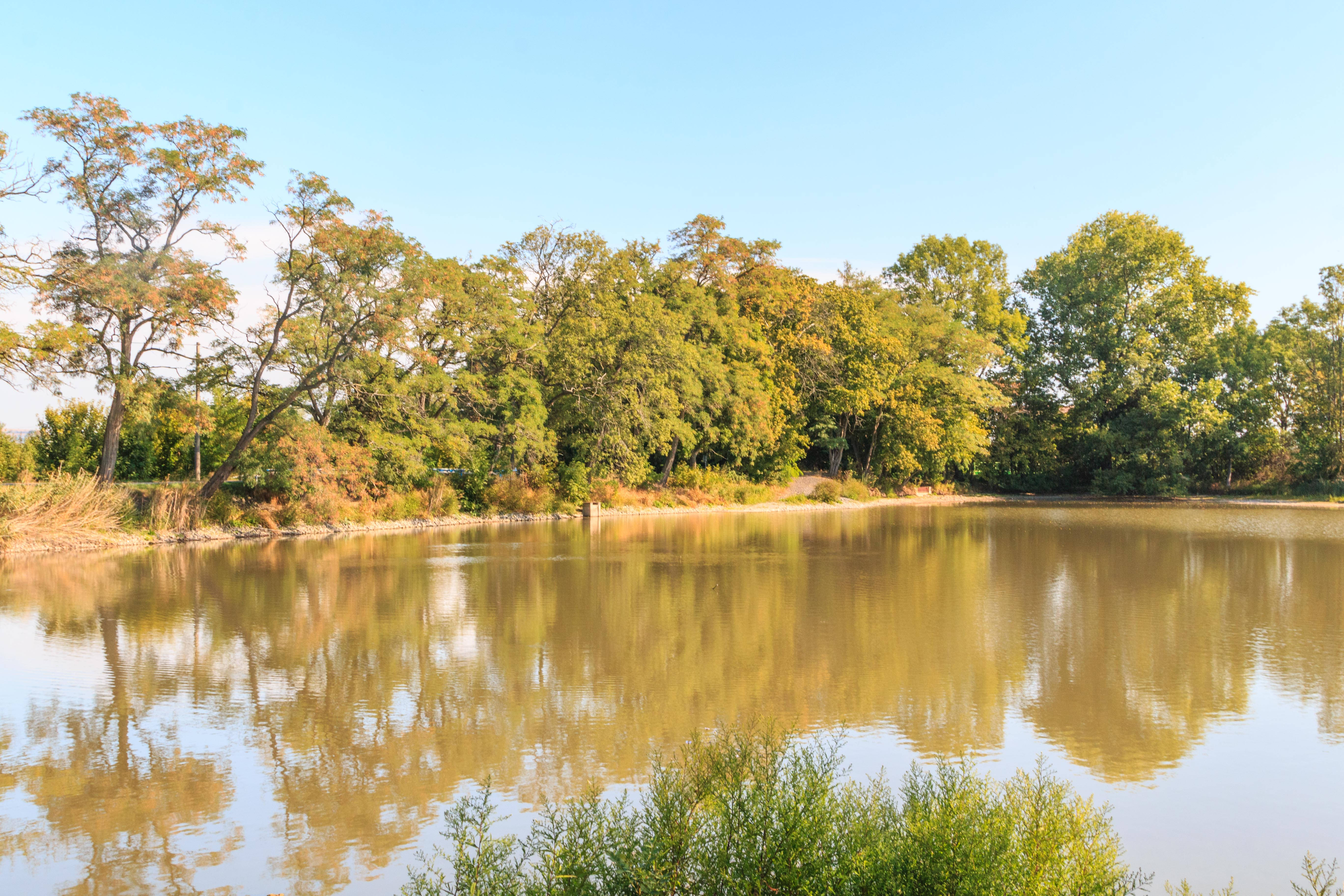
Smilovický rybník